# アニメぱらだいす!
『アニメぱらだいす!』は、かつてキッズステーションで放送していたアニメ系情報番組。通称は『アニぱら』（番組のロゴにも使用されている）。

## 概要
前身番組だったアニソンカウントダウン（司会：鈴木真仁、小林治→ショッカーO野）をリニューアルする形で、1998年9月7日より放送が始まった。番組開始時の司会は、飯塚雅弓とアニソンカウントダウンに引き続き小林治が担当した。
10年以上にわたって放送された、アニメ情報番組としてはかなりの長寿番組であった。番組開始当初は、隔週放送の1時間番組だったが、コーナーにアニぱら音楽館が作られたことで本館と音楽館で90分番組となり、2001年にアニぱら音楽館が独立して再び隔週放送の1時間番組に戻り、その後は毎週放送の30分番組となった。
番組開始以来、原則として地上波では放送されていないが、例外として2004年2月から3月にかけての期間限定でテレビ埼玉でも放送されていた。
2001年10月からは番組の制作をラムズが担当しており、以降のレギュラー出演者のうち女性は全員同社に所属している（あるいは所属していた）者である。

### 番組の終焉
2009年10月には、キッズステーションがハイビジョン放送を開始することに合わせてハイビジョン制作に移行し、番組構成やセットも大幅にリニューアルした（リニューアルまでは、クロマキーを使って背景にCGを貼り付けていた）。
2010年3月29日放送の#950（2009年度の第50回）で終了。11年7か月の放送に幕を閉じた。なお、本番組が終了後も兄弟番組「アニぱら音楽館」は制作会社を変えた上で2017年12月まで継続していた。

## 司会
メイン司会
| 出演期間               | 司会者                                 |
| ---------------------- | -------------------------------------- |
| 1998年9月 - 2001年9月  | 飯塚雅弓、小林治                       |
| 2001年10月 - 2003年3月 | 野川さくら、おたっきぃ佐々木           |
| 2003年4月 - 2006年4月  | 野川さくら、おたっきぃ佐々木、藤原勝也 |
| 2006年4月 - 2007年4月  | 野川さくら、庄子裕衣、斎藤桃子         |
| 2007年4月 - 2010年3月  | 鷲崎健、井ノ上奈々、酒井香奈子         |

## コーナー
2009年10月のリニューアルで従来のコーナーがほぼ廃止され、以降は2009年9月までの「アニぱらへようこそ」を拡大・発展させたゲストへのインタビューコーナーが中心となっている（コーナー名はない）。
インタビューコーナー
声優やアニソン歌手を1人（もしくは1組）ゲストとして招き、司会者の一人である酒井を相手に下記の3つのクイズで対戦する（鷲崎と井ノ上は進行役）。ゲストは各問題に正解するごとに、出演しているアニメ作品などのPRをする権利が与えられる。
問題はいずれもゲストと関係のある内容だが、キッズステーションで現在放送されているか、近日放送が予定されているアニメ作品などにまつわるものも宣伝を兼ねて出題される。
なお、毎週必ず出演したゲストのサイン色紙が数名分プレゼントされる（複数人・組の場合は全員分。これは番組開始当初から行われている）。
- パーソナルクイズ

ゲスト本人（もしくは本人と関係のある人物）にまつわる問題で、三択から答えを選ぶ。問題は1問のみの上、難易度も非常にやさしい。
- アニメクイズ

主にゲストが出演している作品に関する問題で、筆記で回答する。出題数は3問。
- アニソンイントロクイズ

その名の通りアニソン限定のイントロクイズで、こちらも3問出題される。
- 爆弾ゲーム

山手線ゲームの要領で、お題に沿った言葉を挙げながらおもちゃの時限爆弾を回していき、爆弾を爆発したときにもっていた者の負け。1回のみ行われ、このゲームに限り井ノ上も参加する。
その他のコーナー
- New Release

アニメ作品や声優の新譜のCDを数枚紹介する。紹介されるのは主に、スポンサーであるコロムビアミュージックエンタテインメントやランティスから発売されているものである。

### 過去のコーナー
- アニぱらへようこそ

アニメぱらだいす放送開始初期から存在するコーナー。声優などのゲストをスタジオに招いて、インタビューなどをするコーナー。ゲストは基本的に1人（もしくは1組）。2009年3月まで続いていた。
- さくらのデジカメ隊が行く

まだ司会になる前だった野川さくらが準レギュラーとして１人でロケに参加するというコーナーだった。アニぱらを振り返る企画があるときは必ずと言っていいほど取り上げられていた。
- アニぱら特班員

2004年4月から存在するコーナー。柏木弘美と吉沢かおるがロケの進行をする。2代目は庄子裕衣と斎藤桃子がロケの進行をしていた。2代目からはアニカンフリーペーパーの記事と連動するコーナーとなった。実質、デジカメ隊の後釜である。
- アニメイト押しかけ店長

アニぱら特班員の後釜。初期は特に決まったコーナー名はなく、阿部玲子が全国のアニメイトに共通しているイベントを特集したり、アニメイト池袋店の店長にインタビューをするコーナーであった。
アニメイト押しかけ店長というコーナー名になってからは溝口小百合が全国のアニメイトに無断で押しかけ、各店の店長から与えられる課題を乗り越えて全店舗を制覇し、ゴールの札幌店を目指すコーナーになった。
- アニぱらリコメンド

2004年4月から2006年3月まで存在していたコーナー。アニメのDVDやCDを紹介するコーナー。売上げランキングはアニカンフリーペーパーと連動していた。2006年4月からは「アニぱらNEWS」に統合されている。
- とらだよ。

2002年から2005年3月まで存在していたコーナー。とらのあなのコミック情報と売り上げのランキングを紹介する（本店で収録されており、進行は松来未祐ととらのあな池袋店長）。コーナーの最終回には松来本人が付けていたカチューシャを番組の視聴者にプレゼントした。
- アニぱらNEWS

アニメや声優関連の新作アニメやDVDの情報のほか、コンサートライブなどのイベントの模様を紹介するコーナー。2006年3月までは「アニぱらインフォメーション」だった。
- アニぱらタイムマシーン

2006年4月から2007年4月まで存在していたコーナー。声優などがVTR出演、自分の現在・過去・未来という切り口で一人しゃべりをする。
- アニぱら温故知新（宣伝マン登場のコーナー）

2007年7月から存在するコーナー。スポンサーであるコロムビアミュージックエンタテインメントの宣伝担当者を招き、主に往年のアニメファン向けの商品を紹介する。
ショートアニメ作品
- 魔法遊戯
- ぷぎゅる（2004年4月 - 6月）
- HANOKA〜葉ノ香〜（2006年7月 - 10月）

後に『アニメ天国』でも放送。
- ギャグマンガ日和

構成の都合上、オープニングは短縮、エンディングはカットされている。当番組と同じ週に、単独番組として完全なものが放送されており、現在でも不定期に再放送されている。

## 放送局と日時
放送時刻は午前6時を基準とした（24時以降に放送されるものは、厳密には曜日が翌日となる）。
| 放送地域 | 放送局             | 放送期間              | 放送日時                                                                   | 備考 |
| -------- | ------------------ | --------------------- | -------------------------------------------------------------------------- | --- |
| 日本全国 | キッズステーション | 1998年9月 - 2010年3月 | 月曜・水曜 24時30分 - 25時 月曜・水曜 28時30分 - 29時 土曜 28時 - 28時30分 | 製作局。月曜 24時30分からの放送が初回。                                                                       |
| 埼玉県   | テレビ埼玉         | 2004年2月 - 3月       | 土曜 18時00分 - 19時00分                                                   | 数日遅れ。同年4月から放送を開始する『アニメ天国』の前座という位置づけである。特別編成で休止となった週がある。 |